# 索馬里國徽
索馬里國徽啟用於1956年10月10日。中心圖案為一面藍地白五角星的盾徽，與國旗相同。盾上有王冠，象徵主權。左右為索馬里豹所扶持。下方為棕櫚枝條、矛和飾帶。豹子是索马里常见的动物。豹子是索马里文化中的常见主题。

## 官方说明
索马里联邦共和国宪法对国家的国徽描述如下:
索马里联邦共和国的国徽[...]是一个金框的蓝盾，中心是一颗镀银的五角星。盾牌上装饰着五个金色的头像，两个侧面的头像减半。盾牌由两只正面相对的猎豹在盾牌的下半部承担，旁边还有两片棕榈叶，上面用白色丝带交错着。

## 历代徽章

### 外国统治时期
- 阿曼帝国国徽（1700至1856年）
- 奥斯曼帝国国徽（1846至1882年）
- 埃及赫迪夫国国徽（1874年至1884年）
- 霍比奥苏丹国国徽（1878至1888年）
- 奥斯曼帝国国徽（1882至1884年）
- 英国统治时期 (1884至1898年)
- 大英帝国国徽 (1884至1952年)
- 意大利王国国徽 (1889至1890年)

### 殖民地时期

#### 意属索马里兰时期
- 意属索马里兰国徽（1889至1936年）
- 意属索马里兰国徽（1889至1936年）
- 意大利法西斯国徽（1929至1941年）
- 意属东非国徽(1938至1941年)
- 索马里省（英语：Somalia Governorate）徽章（1938至1941年）

#### 英属索马里兰时期
- 英属索马里兰（1903至1950年）
- 英属索马里兰（1950至1952年）
- 英属索马里兰（1952至1960年）

### 托管以及独立时期
- 意大利管理下的索马里兰托管领土（英语：Trust Territory of Somaliland）徽章（1950至1960年）
- 索马里共和国（1960年至1969年）
- 索马里民主共和国（1969年至1991年;非正式）
- 伊斯兰法院联盟对立政府 (2006年至2009年)
- 索马里联邦共和国（2004年至今）

## 地方徽章
- 加勒穆杜格
- 希曼和赫布
- 马希尔
- 邦特蘭
- 邦特兰规划部 (MOPEDIC)
- 西南索馬里
- 朱巴蘭
- 卡图莫
- 巴纳迪尔州

## 軍徽
- 陸軍陸軍
- 海軍
- 空軍
- 海岸警衛隊

1. ↑   (PDF).   [2021-09-26]. （原始内容存档 (PDF)于2022-01-21）.
2. ↑   (PDF).   [2021-09-26]. （原始内容存档 (PDF)于2022-01-21）.